# Ощадливе виробництво
Оща́дливе виробни́цтво (англ. lean production, англ. lean manufacturing — англ. lean — пісний, стрункий, без жиру) — концепція менеджменту, що згідно за визначенням дослідників Дж. Вомак, Д. Джонс та Д. Рос, була створена на японському підприємстві Toyota і заснована на неухильному прагненні до усунення всіх видів втрат. Ощадливе виробництво передбачає залучення у процес оптимізації бізнесу кожного співробітника і максимальну орієнтацію на споживача.
Lean — проривний підхід до менеджменту і керування якістю, який забезпечує довготривалу конкурентоздатність без істотних капіталовкладень. Ощадливе виробництво — це система організації і управління розробленням продукції, виробництвом, взаємовідношеннями з постачальниками і споживачами, коли продукція виготовляється у точній відповідності із запитами споживачів і з меншими втратами у порівнянні з масовим виробництвом великими партіями.
Мета концепції ощадливого виробництва позбутися всіх видів втрат і домогтися максимальної ефективності використання ресурсів шляхом поступального й безперервного вдосконалення всіх бізнес-процесів організації, спрямованих на підвищення задоволеності споживачів.
Цілями ощадливого виробництва є:
1. Скорочення трудовитрат,
2. Скорочення термінів розробки нової продукції,
3. Скорочення термінів створення продукції,
4. Скорочення виробничих і складських площ,
5. Гарантія постачання продукції замовнику,
6. Максимальна якість при мінімальній вартості.

Ощадливе виробництво — це американська назва виробничої системи Toyota. Творець ощадливого виробництва Таїті Оно розпочав перші досліди з оптимізації виробництва ще у 1950-х роках. У ті післявоєнні часи Японія лежала в руїнах і країні потрібні були нові автомобілі. Але проблема полягала у тому, що попит був не настільки великий, щоб виправдати закупівлю потужної виробничої лінії, на кшталт Ford. Потрібно було багато різних видів автомобілів (легкові, мало-і середньотонажні вантажівки тощо), але попит на конкретний вид машин був невеликий. Японцям довелося вчитися ефективно працювати, створюючи багато різних моделей в умовах невисокого попиту на кожну модель. Такого завдання до них не розв'язував ніхто, оскільки ефективність розглядалася виключно у термінах масового виробництва. Власне, звідси і народився термін lean, який за кухлем пива придумав Джон Крафчик, один з американських консультантів. Адже як ще назвати систему, яка здатна ефективно створювати багато видів продукції при низьких питомих витратах? Lean, тобто «ощадливе».

## Основна ідея ощадливого виробництва
Відправна точка ощадливого виробництва — цінність для споживача.
З погляду кінцевого споживача, продукт (послуга) набуває дійсної цінності тільки тоді, коли відбувається безпосереднє оброблення та/або виготовлення елементів необхідного споживачу продукту (послуги). Серцем ощадливого виробництва є процес усунення втрат, які японською називаються «муда». муда — це одне з японських слів, яке означає втрати, відходи, тобто будь-яку діяльність, яка споживає ресурси, але не створює цінності. Наприклад, споживачеві зовсім не потрібно щоб готовий продукт або його деталі лежали на складі. Тим не менше у традиційній системі управління складські витрати, а також всі витрати, пов'язані з перевиробництвом, браком та іншими непрямими витратами перекладаються на споживача.
У відповідності з концепцією ощадливого виробництва всю діяльність підприємства можна класифікувати наступним чином: операції і процеси, які додають цінність для споживача, і операції та процеси, що не додають цінності для споживача. Отже, все, що не додає цінності для споживача, з точки зору ощадливого виробництва, класифікується як втрати, і має бути усунене.
За даними Інституту ощадливого виробництва, впровадження підходів концепції ощадливого виробництва дозволяє скоротити в середньому: тривалість виробничого циклу — на 50 %, обсяги незавершеного виробництва — на 60 %, кількість випадків перероблення продукції — на 70 %, необхідні площі — на 30 %, необхідний для переналаштування обладнання час — на 65 %.

## Види втрат
Таїті Оно (1912—1990), батько-засновник виробничої системи Toyota, а отже й ощадливого виробництва, який був затятим борцем із втратами, виділив сім видів втрат:
- Втрати через перевиробництво;
- Втрати часу через очікування;
- Втрати при непотрібному транспортуванні;
- Втрати через зайві етапи обробки;
- Втрати через зайві запаси;
- Втрати через непотрібні переміщення;
- Втрати через випуск дефектної продукції.[4]

Згодом було додано ще один тип «муда»:
- Проектування товарів, які не відповідають потребам споживачів.[5]

Джеффрі Лайкер, який разом з Джимом Вумеком і Деніелом Джонсом активно досліджував виробничий досвід Тойоти, вказав у книзі «Дао Toyota» восьмий вид втрат:
- Нереалізований творчий потенціал співробітників. Втрати часу, ідей, навичок, можливостей удосконалення та набуття досвіду через неуважне ставлення до співробітників, яких вам ніколи вислухати.

Чіт Марчвінскі і Джон Шук вказують ще два джерела втрат — мури і мура, які означають відповідно «перевантаження» і «нерівномірність»:
- Мура — нерівномірність виконання роботи, наприклад коливання графіку робіт, викликане не коливаннями попиту кінцевого споживача, а, швидше за все, особливостями виробничої системи, або нерівномірним темпом роботи з виконання операції, що змушує операторів спочатку поспішати, а потім чекати.

У багатьох випадках менеджери здатні усунути нерівномірності за рахунок вирівнювання планування і уважного ставлення до темпу роботи.
- Мури — перевантаження обладнання або операторів, що виникає при роботі з більшою швидкістю або темпом і з великими зусиллями протягом тривалого періоду часу — у порівнянні з розрахунковим навантаженням (проект, трудові норми).

## Основні принципи
Джим Вумек та Деніел Джонс у книзі «Ощадливе виробництво: Як позбутися втрат і досягти процвітання вашої компанії» викладають суть ощадливого виробництва у вигляді п'яти принципів:
1. Визначити цінність конкретного продукту.
2. Визначити потік створення цінності для цього продукту.
3. Забезпечити безперервне (протягом всього потоку) створення цінності продукту.
4. Дозволити споживачеві витягати продукт.
5. Прагнути досконалості.

Інші принципи:
- Відмінна якість (здавання з першого пред'явлення, система нуль дефектів, виявлення та вирішення проблем на початкових етапах їхнього виникнення);
- Гнучкість;
- Встановлення довгострокових відносин із замовником (шляхом поділу ризиків, витрат і інформації);
- Самоорганізація, еволюція, адаптація.

## Інструменти ощадливого виробництва
Таїті Оно писав, що виробнича система Toyota стоїть на двох «китах»: системі дзідока і якраз вчасно. Дзідока - це принцип роботи виробничого обладнання, яке здатне самостійно виявити проблеми (самодіагностувати та виправляти власні несправності), виявляти невідповідності якості продукції в процесі виробництва або затримку у виконанні роботи, відразу зупинятися та сигналізувати про необхідність вирішення проблем. Згодом консультанти виділили в концепції ощадливого виробництва множину елементів, кожний з яких являє собою певний метод, а деякі (наприклад кайдзен) самі претендують на статус концепції:
- Система TPM (Total Productive Maintenance) — Загальний догляд за обладнанням.
- Система 5S (сортуйте, дотримуйтесь порядку, тримайте в чистоті, стандартизуйте, вдосконалюйте).
- Стандартна Праця, Стандартизована Праця (Standard Work, Standardized Work) - задокументований опис послідовності дій для виконання робочого завдання працівниками у найбільш простий, найбільш безпечний спосіб з дотриманням усіх вимог клієнта щодо якості продукту та термінів доставки. Включає в себе 3 елементи: Такт замовника, послідовність дій та використовуваний матеріал.
- Швидке переналагодження SMED (Single-Minute Exchange of Dies (буквально «швидка зміна прес-форм» — переналагодження / переоснащення обладнання менш ніж за 10 хвилин). Переналагодження в один дотик (One-touch setup) — варіант SMED, але час переналагодження вже вимірюється одиницями хвилин, тобто не більше 9).
- Кайдзен (kaizen) — безперервне вдосконалення.
- Гемба кайдзен — безперервне вдосконалення на місці створення доданої вартості.
- Системи витягування, канбан — продукція «витягується» з боку замовника, а не «штовхається» виробником. Інформування попередньої виробничої стадії про те, що потрібно починати роботу;
- Якраз вчасно — система синхронізації передачі продукту з однієї виробничої стадії на іншу за допомогою карток канбан. Комплектуючі повинні передаватися на наступну стадію тільки тоді, коли це потрібно, і ні на хвилину раніше.
- «Poka-yoke» («захист від помилок», «захист від дурня») — метод запобігання помилок — спеціальний пристрій або метод, завдяки якому дефекти просто не можуть з'явитися.

## Ефективність
У цілому використання принципів ощадливого виробництва може дати значні ефекти.
Проф. О. С. Віханський стверджує, що застосування інструментів і методів ощадливого виробництва дозволяє досягти значного підвищення ефективності діяльності підприємств, продуктивності праці, поліпшення якості продукції та зростання конкурентоспроможності без значних капітальних вкладень..

## Історія
Батьком-засновником ощадливого виробництва вважається Таїті Оно, який почав роботу в Toyota Motor Corporation в 1943 році, інтегруючи найкращий світовий досвід. У середині 1950-х років він почав вибудовувати особливу систему організації виробництва, названу Виробнича система Toyota або Toyota Production System (TPS). Система Toyota стала відома в західній інтерпретації як Lean production, Lean manufacturing, Lean. Значний внесок у розвиток теорії ощадливого виробництва вніс соратник і помічник Таїті Оно — Сігу Сінг, який створив у числі іншого метод SMED.. Ідеї ощадливого виробництва були висловлені ще Генрі Фордом, але вони не були сприйняті бізнесом, оскільки значно випереджали час. Найбільші світові компанії успішно використовують досвід Toyota: Alcoa, Boeing, United Technologies (США), Porsche (Німеччина), та багато інших. Першим розповсюджувачем філософії Кайдзен у всьому світі став Масаакі Імаі. Його перша книга «Kaizen: The Key to Japan's Competitive Success» видана в 1986 році і перекладена на 20 мов.
Спочатку концепцію ощадливого виробництва застосовували в галузях з дискретним виробництвом, насамперед в автомобілебудуванні. Потім концепція була адаптована до умов безперервного виробництва, а потім в торгівлі, сфері послуг, комунальному господарстві, охороні здоров'я, збройних силах і державному секторі.
Поступово ощадливе виробництво вийшло за рамки підприємства. Тепер за допомогою ощадливого виробництва оптимізують сферу послуг і процес спілкування споживача і постачальника, процес доставки та обслуговування продукції. Сприяє поширенню ідей Lean регулярні міжнародні та регіональні конференції, багато з яких проводяться за ініціативою Lean Enterprise Institute (США) і Lean Enterprise Academy (Англія). У багатьох країнах поширенню ощадливого виробництва надається державна підтримка. У період найвищої конкуренції і загострення кризи, у підприємств всього світу немає іншого шляху, ніж, використовуючи найкращі світові технології менеджменту, створювати продукти та послуги, що максимально задовольняють клієнтів за якістю та ціною.

## Приклади використання
Lean в медицині. За експертними оцінками, приблизно 50 % часу у медичного персоналу не використовується прямо для забезпечення потреб пацієнта. Має бути перехід на персоналізовану медицину, при якій пацієнт отримує допомогу «в потрібний момент і в потрібному місці». Медичні установи повинні розташовуватися так, що пацієнтові не треба буде витрачати час на численні переїзди і очікування в інших місцях. Зараз це призводить до значних фінансових витрат у пацієнтів і зниження ефективності лікування. В 2006 у з ініціативи Lean Enterprise Academy (Велика Британія) відбулася перша в ЄС конференція з проблеми впровадження Lean у сфері охорони здоров'я.
Lean пошта. У поштовому відомстві Данії, в рамках ощадливого виробництва, проведена масштабна стандартизація всіх пропонованих послуг для підвищення продуктивності праці, прискорення поштових пересилань. Для ідентифікації та контролю поштових послуг введені «карти поточного створення їхньої цінності». Розроблена і впроваджена ефективна система мотивації поштових службовців.
Ощадлива логістика. Синтез логістики і Lean концепції дозволив створити систему витягування, що об'єднує всі фірми та підприємства, задіяні в потоці створення цінності, в якій відбувається часткове поповнення запасів невеликими партіями. Лін логістика використовує принцип Сукупна Логістична Вартість (Total Logistics Cost, TLC).
Ощадливий офіс. Методи ощадливого виробництва все ширше використовуються не тільки у виробництві, але і в офісах (ощадливий офіс), а також у місцевих і центральних органах державного управління.
Ощадливий будинок. Використання Lean технології в побуті дозволяє зробити побут екологічно чистим, звести енерговитрати до мінімального рівня. Пасивний будинок є характерним прикладом бережливого побуту. Пасивний будинок, а точніше енергоефективний будинок — це будинок, в якому витрати на опалення близько 10 % від звичайного енергоспоживання, що практично робить його енергонезалежним.
Ощадливе будівництво — управлінська стратегія Lean у будівельній галузі, яка спрямована на підвищення ефективності всіх етапів будівництва.
Ощадлива розробка програмного забезпечення — адаптація принципів для розробки програмного забезпечення.

## Алгоритм впровадження за Джимом Вумеком
1. Знайти провідника змін (потрібен лідер, який здатний взяти на себе відповідальність);
2. Отримати необхідні знання за системою Lean (знання мають бути отримані з надійного джерела);
3. Знайти або створити кризу (гарним мотивом впровадження Lean може виступати криза в організації);
4. Скласти карту всього потоку створення цінності для кожного сімейства продуктів;
5. Якомога швидше розпочати роботу за основними напрямками (інформація про результати повинна бути доступною персоналу організації);
6. Прагнути негайно отримати результат;
7. Здійснювати безперервні покращення у системі Кайдзен (переходити від процесів створення цінностей у цехах до адміністративних процесів).

## Типові помилки під час впровадження ощадливого виробництва
Встановлено сім видів основних помилок:
- Нерозуміння ролі керівництва під час впровадження системи Lean
- Побудова «Системи», яка не володіє необхідною гнучкістю
- Початок впровадження не з «основ»
- Змінюються робочі місця, але не змінюються звички
- Все виміряти (зібрати дані), але ні на що не реагувати
- «Паралітичний аналіз» (нескінченний аналіз ситуації, замість безперервних покращень)
- Обходитися без підтримки

## Lean у світі
На сьогодні ощадливе виробництво застосовують майже 100 % японських компаній, 72 % компаній США, у Великій Британії — 56 %, у Бразилії — 55 %, у Мексиці — 42 %, у той час як в Україні ощадливим виробництвом займаються тільки одиниці компаній.

## Lean культура
Ощадливе виробництво неможливе без ощадливої культури. Головне в ній — людський фактор, колективна робота. Істотну підтримку цьому надає емоційний інтелект (EQ) працівників, які збільшують методом коучинга. Lean культурі відповідає і певна корпоративна культура.

## Виноски
1. ↑    - James P. Womack, Daniel T. Jones, Daniel Roos. The Machine that changed the World: The Story of Lean Production. Harper Collins, New York 1990, ISBN 978-0-060-97417-6
2. ↑   Лисицин В. Д., Лисенко О. І., Вовк Ю. С. Роль «ощадливого виробництва» в діяльності підприємства
3. 1 2  Українська асоціація якості. Архів оригіналу за 6 січня 2014. Процитовано 10 травня 2010.
4. ↑   Таїті Оно. Виробнича система Тойоти: ідучи від масового виробництва
5. ↑   Круглий стіл № 7-8 липень-серпень 2005
6. ↑   Проф. О. С. Віханскій про популярність ощадливого виробництва в Росії
7. ↑   Вивчення виробничої системи Тойоти
8. ↑   Лін логістика
9. ↑  Перебудова міської адміністрації за принципами Лін-мислення.[недоступне посилання з липня 2019]
10. ↑   Логістика і влада — Logistics and Authority .
11. ↑  Майкл Вейдер - Сім типових помилок при побудові виробничої системи Lean. Архів оригіналу за 13 липня 2009. Процитовано 7 травня 2010.
12. ↑   Лисицин В. Д., Лисенко О. І., Вовк Ю. С. Роль «Ощадливого виробництва» в діяльності підприємства